# IBU-Cup 2016/17
Der IBU-Cup 2016/17 wurde zwischen dem 23. November 2016 und dem 12. März 2017 ausgetragen. Die Wettkämpfe waren international besetzt und waren nach dem Biathlon-Weltcup 2016/17 die zweithöchste internationale Wettkampfserie im Biathlon. 
Titelverteidiger der Gesamtwertung waren Matwei Jelissejew und Nadine Horchler. Ihre Nachfolger wurden Alexei Wolkow und Darja Wirolainen.
Höhepunkt der Saison waren die Biathlon-Europameisterschaften im polnischen Duszniki-Zdrój. Die Wettkämpfe flossen in die Wertung des IBU-Cups mit ein.

## Wettkampfkalender
| Datum                         | Ort            | Wettkämpfe                                                                               |
| ----------------------------- | -------------- | ---------------------------------------------------------------------------------------- |
| 23.–27. November 2016         | Beitostølen    | Sprint, Sprint, Single-Mixed-Staffel, Mixed-Staffel                                      |
| 6.–11. Dezember 2016          | Ridnaun        | Single-Mixed-Staffel, Mixed-Staffel, Sprint, Verfolgung                                  |
| 14.–17. Dezember 2016         | Obertilliach   | Einzel, Sprint                                                                           |
| 3.–8. Januar 2017             | Martell        | Sprint, Sprint, Verfolgung                                                               |
| 11.–14. Januar 2017           | Langdorf       | Einzel, Single-Mixed-Staffel, Mixed-Staffel                                              |
| 22.–29. Januar 2017 (EM 2017) | Duszniki-Zdrój | Einzel, Sprint, Verfolgung, Single-Mixed-Staffel, Mixed-Staffel                          |
| 1.–4. Februar 2017            | Osrblie        | Sprint, Verfolgung                                                                       |
| 28. Februar–5. März 2017      | Kontiolahti    | Einzel, Sprint, Verfolgung                                                               |
| 7.–12. März 2017              | Otepää         | Single-Mixed-Staffel, Mixed-Staffel, Sprint, Sprint, Single-Mixed-Staffel, Mixed-Staffel |

## Frauen

### Resultate
| 1. IBU-Cup in Beitostølen, 23.–27. November 2016 | 1. IBU-Cup in Beitostølen, 23.–27. November 2016 | 1. IBU-Cup in Beitostølen, 23.–27. November 2016 | 1. IBU-Cup in Beitostølen, 23.–27. November 2016 | 1. IBU-Cup in Beitostølen, 23.–27. November 2016 |
| ------------------------------------------------ | ------------------------------------------------ | ------------------------------------------------ | ------------------------------------------------ | ------------------------------------------------ |
| Datum                                            | Disziplin                                        | Erster Platz                                     | Zweiter Platz                                    | Dritter Platz                                    |
| 25. November 2016 (Fr.)                          | Sprint (7,5 km)                                  | Denise Herrmann                                  | Dsinara Alimbekawa                               | Jekaterina Glasyrina                             |
| 27. November 2016 (So.)                          | Sprint (7,5 km)                                  | Markéta Davidová                                 | Nadine Horchler                                  | Denise Herrmann                                  |

| 2. IBU-Cup in Ridnaun, 6.–11. Dezember 2016 | 2. IBU-Cup in Ridnaun, 6.–11. Dezember 2016 | 2. IBU-Cup in Ridnaun, 6.–11. Dezember 2016 | 2. IBU-Cup in Ridnaun, 6.–11. Dezember 2016 | 2. IBU-Cup in Ridnaun, 6.–11. Dezember 2016 |
| ------------------------------------------- | ------------------------------------------- | ------------------------------------------- | ------------------------------------------- | ------------------------------------------- |
| Datum                                       | Disziplin                                   | Erster Platz                                | Zweiter Platz                               | Dritter Platz                               |
| 10. Dezember 2016 (Sa.)                     | Sprint (7,5 km)                             | Anastassija Merkuschyna                     | Uljana Kaischewa                            | Karolin Horchler                            |
| 11. Dezember 2016 (So.)                     | Verfolgung (10 km)                          | Uljana Kaischewa                            | Karolin Horchler                            | Nadine Horchler                             |

| 3. IBU-Cup in Obertilliach, 14.–17. Dezember 2016 | 3. IBU-Cup in Obertilliach, 14.–17. Dezember 2016 | 3. IBU-Cup in Obertilliach, 14.–17. Dezember 2016 | 3. IBU-Cup in Obertilliach, 14.–17. Dezember 2016 | 3. IBU-Cup in Obertilliach, 14.–17. Dezember 2016 |
| ------------------------------------------------- | ------------------------------------------------- | ------------------------------------------------- | ------------------------------------------------- | ------------------------------------------------- |
| Datum                                             | Disziplin                                         | Erster Platz                                      | Zweiter Platz                                     | Dritter Platz                                     |
| 16. Dezember 2016 (Fr.)                           | Einzel (15 km)                                    | Karolin Horchler                                  | Coline Varcin                                     | Darja Wirolainen                                  |
| 17. Dezember 2016 (Sa.)                           | Sprint (7,5 km)                                   | Darja Wirolainen                                  | Uljana Kaischewa                                  | Anna Nikulina                                     |

| 4. IBU-Cup in Martell, 3.–8. Januar 2017 | 4. IBU-Cup in Martell, 3.–8. Januar 2017 | 4. IBU-Cup in Martell, 3.–8. Januar 2017 | 4. IBU-Cup in Martell, 3.–8. Januar 2017 | 4. IBU-Cup in Martell, 3.–8. Januar 2017 |
| ---------------------------------------- | ---------------------------------------- | ---------------------------------------- | ---------------------------------------- | ---------------------------------------- |
| Datum                                    | Disziplin                                | Erster Platz                             | Zweiter Platz                            | Dritter Platz                            |
| 5. Januar 2017 (Do.)                     | Sprint (7,5 km)                          | Fabienne Hartweger                       | Swetlana Slepzowa                        | Julia Simon                              |
| 7. Januar 2017 (Sa.)                     | Sprint (7,5 km)                          | Julia Simon                              | Darja Wirolainen                         | Baiba Bendika                            |
| 8. Januar 2017 (So.)                     | Verfolgung (10 km)                       | Darja Wirolainen                         | Irina Starych                            | Wiktorija Sliwko                         |

| 5. IBU-Cup in Langdorf, 11.–14. Januar 2017 | 5. IBU-Cup in Langdorf, 11.–14. Januar 2017 | 5. IBU-Cup in Langdorf, 11.–14. Januar 2017 | 5. IBU-Cup in Langdorf, 11.–14. Januar 2017 | 5. IBU-Cup in Langdorf, 11.–14. Januar 2017 |
| ------------------------------------------- | ------------------------------------------- | ------------------------------------------- | ------------------------------------------- | ------------------------------------------- |
| Datum                                       | Disziplin                                   | Erster Platz                                | Zweiter Platz                               | Dritter Platz                               |
| 14. Januar 2017 (Sa.)                       | Einzel (15 km)                              | Irina Starych                               | Darja Wirolainen                            | Swetlana Slepzowa                           |

| Europameisterschaften in Duszniki-Zdrój, 22.–29. Januar 2017 | Europameisterschaften in Duszniki-Zdrój, 22.–29. Januar 2017 | Europameisterschaften in Duszniki-Zdrój, 22.–29. Januar 2017 | Europameisterschaften in Duszniki-Zdrój, 22.–29. Januar 2017 | Europameisterschaften in Duszniki-Zdrój, 22.–29. Januar 2017 |
| ------------------------------------------------------------ | ------------------------------------------------------------ | ------------------------------------------------------------ | ------------------------------------------------------------ | ------------------------------------------------------------ |
| Datum                                                        | Disziplin                                                    | Erster Platz                                                 | Zweiter Platz                                                | Dritter Platz                                                |
| 25. Januar 2017 (Mi.)                                        | Einzel (15 km)                                               | Irina Starych                                                | Swetlana Slepzowa                                            | Anastassija Merkuschyna                                      |
| 27. Januar 2017 (Fr.)                                        | Sprint (7,5 km)                                              | Julija Dschyma                                               | Swetlana Slepzowa                                            | Irina Starych                                                |
| 28. Januar 2017 (Sa.)                                        | Verfolgung (10 km)                                           | Irina Starych                                                | Julija Dschyma                                               | Swetlana Slepzowa                                            |

| 6. IBU-Cup in Osrblie, 1.–4. Februar 2017 | 6. IBU-Cup in Osrblie, 1.–4. Februar 2017 | 6. IBU-Cup in Osrblie, 1.–4. Februar 2017 | 6. IBU-Cup in Osrblie, 1.–4. Februar 2017 | 6. IBU-Cup in Osrblie, 1.–4. Februar 2017 |
| ----------------------------------------- | ----------------------------------------- | ----------------------------------------- | ----------------------------------------- | ----------------------------------------- |
| Datum                                     | Disziplin                                 | Erster Platz                              | Zweiter Platz                             | Dritter Platz                             |
| 3. Februar 2017 (Do.)                     | Sprint (7,5 km)                           | Denise Herrmann                           | Darja Wirolainen                          | Paulína Fialková                          |
| 4. Februar 2017 (Sa.)                     | Verfolgung (10 km)                        | Darja Wirolainen                          | Lea Johanidesová                          | Denise Herrmann                           |

| 7. IBU-Cup in Kontiolahti, 28. Februar–5. März 2017 | 7. IBU-Cup in Kontiolahti, 28. Februar–5. März 2017 | 7. IBU-Cup in Kontiolahti, 28. Februar–5. März 2017 | 7. IBU-Cup in Kontiolahti, 28. Februar–5. März 2017 | 7. IBU-Cup in Kontiolahti, 28. Februar–5. März 2017 |
| --------------------------------------------------- | --------------------------------------------------- | --------------------------------------------------- | --------------------------------------------------- | --------------------------------------------------- |
| Datum                                               | Disziplin                                           | Erster Platz                                        | Zweiter Platz                                       | Dritter Platz                                       |
| 2. März 2017 (Do.)                                  | Einzel (15 km)                                      | Jekaterina Schumilowa                               | Uljana Kaischewa                                    | Olga Alifiravets                                    |
| 4. März 2017 (Sa.)                                  | Sprint (7,5 km)                                     | Darja Wirolainen                                    | Jekaterina Schumilowa                               | Wiktorija Sliwko                                    |
| 5. März 2017 (So.)                                  | Verfolgung (10 km)                                  | Anna Weidel                                         | Wiktorija Sliwko                                    | Uljana Kaischewa                                    |

| 8. IBU-Cup in Otepää, 7.–12. März 2017 | 8. IBU-Cup in Otepää, 7.–12. März 2017 | 8. IBU-Cup in Otepää, 7.–12. März 2017 | 8. IBU-Cup in Otepää, 7.–12. März 2017 | 8. IBU-Cup in Otepää, 7.–12. März 2017 |
| -------------------------------------- | -------------------------------------- | -------------------------------------- | -------------------------------------- | -------------------------------------- |
| Datum                                  | Disziplin                              | Erster Platz                           | Zweiter Platz                          | Dritter Platz                          |
| 9. März 2017 (Do.)                     | Sprint (7,5 km)                        | Anastassija Sagoruiko                  | Julia Schwaiger                        | Anna Nikulina                          |
| 11. März 2017 (Sa.)                    | Sprint (7,5 km)                        | Enora Latuillière                      | Julia Simon                            | Anna Nikulina                          |

### Wertungen
| Rang | Land              | Punkte | Siege |
| ---- | ----------------- | ------ | ----- |
| 01   | Darja Wirolainen  | 684    | 4     |
| 02   | Anna Nikulina     | 591    |       |
| 03   | Karolin Horchler  | 578    | 1     |
| 04   | Uljana Kaischewa  | 471    | 1     |
| 05   | Wiktorija Sliwko  | 439    |       |
| 06   | Enora Latuillière | 428    | 1     |
| 07   | Nadine Horchler   | 347    |       |
| 08   | Irina Starych     | 343    | 3     |
| 09   | Denise Herrmann   | 338    | 2     |
| 10   | Lea Johanidesová  | 336    |       |

| Rang | Land                  | Punkte | Siege |
| ---- | --------------------- | ------ | ----- |
| 11   | Swetlana Mironowa     | 335    |       |
| 12   | Annika Knoll          | 326    |       |
| 13   | Julia Simon           | 324    | 1     |
| 14   | Olga Alifiravets      | 309    |       |
| 15   | Swetlana Slepzowa     | 305    |       |
| 16   | Ingela Andersson      | 280    |       |
| 17   | Jekaterina Schumilowa | 269    | 1     |
| 18   | Johanna Skottheim     | 261    |       |
| 19   | Coline Varcin         | 260    |       |
| 20   | Katharina Innerhofer  | 256    |       |

| Rang | Land              | Punkte | Siege |
| ---- | ----------------- | ------ | ----- |
| 01   | Karolin Horchler  | 160    | 1     |
| 02   | Darja Wirolainen  | 158    |       |
| 03   | Enora Latuillière | 124    |       |
| 04   | Irina Starych     | 120    | 2     |
| 05   | Elisabeth Högberg | 104    |       |
| 06   | Swetlana Slepzowa | 102    |       |
| 07   | Ingela Andersson  | 102    |       |
| 08   | Julija Schurawok  | 96     |       |
| 09   | Olga Alifiravets  | 92     |       |
| 10   | Chloé Chevalier   | 87     |       |

| Rang | Land              | Punkte | Siege |
| ---- | ----------------- | ------ | ----- |
| 01   | Anna Nikulina     | 379    |       |
| 02   | Darja Wirolainen  | 298    | 2     |
| 03   | Karolin Horchler  | 276    |       |
| 04   | Julia Simon       | 252    | 1     |
| 05   | Uljana Kaischewa  | 234    |       |
| 06   | Denise Herrmann   | 222    | 2     |
| 07   | Enora Latuillière | 220    | 1     |
| 08   | Nadine Horchler   | 208    |       |
| 09   | Wiktorija Sliwko  | 206    |       |
| 10   | Nicole Gontier    | 194    |       |

| Rang | Land              | Punkte | Siege |
| ---- | ----------------- | ------ | ----- |
| 01   | Darja Wirolainen  | 228    | 2     |
| 02   | Wiktorija Sliwko  | 168    |       |
| 03   | Anna Nikulina     | 163    |       |
| 04   | Uljana Kaischewa  | 151    | 1     |
| 05   | Karolin Horchler  | 142    |       |
| 06   | Irina Starych     | 114    | 1     |
| 07   | Swetlana Mironowa | 114    |       |
| 08   | Lea Johanidesová  | 111    |       |
| 09   | Annika Knoll      | 103    |       |
| 10   | Denise Herrmann   | 97     |       |

| Rang | Land        | Punkte | Siege |
| ---- | ----------- | ------ | ----- |
| 01   | Russland    | 7510   | 10    |
| 02   | Deutschland | 6773   | 4     |
| 03   | Norwegen    | 6505   | 2     |
| 04   | Frankreich  | 6182   | 2     |
| 05   | Ukraine     | 6096   | 3     |
| 06   | Tschechien  | 6071   | 1     |
| 07   | Österreich  | 5952   | 1     |
| 08   | Schweiz     | 5762   |       |
| 09   | Polen       | 5698   |       |
| 10   | Schweden    | 5093   |       |

## Männer

### Resultate
| 1. IBU-Cup in Beitostølen, 23.–27. November 2016 | 1. IBU-Cup in Beitostølen, 23.–27. November 2016 | 1. IBU-Cup in Beitostølen, 23.–27. November 2016 | 1. IBU-Cup in Beitostølen, 23.–27. November 2016 | 1. IBU-Cup in Beitostølen, 23.–27. November 2016 |
| ------------------------------------------------ | ------------------------------------------------ | ------------------------------------------------ | ------------------------------------------------ | ------------------------------------------------ |
| Datum                                            | Disziplin                                        | Erster Platz                                     | Zweiter Platz                                    | Dritter Platz                                    |
| 25. November 2016 (Fr.)                          | Sprint (10 km)                                   | Vetle Sjåstad Christiansen                       | Roman Rees                                       | Vegard Gjermundshaug                             |
| 27. November 2016 (So.)                          | Sprint (10 km)                                   | Matwei Jelissejew                                | Dmitri Malyschko                                 | Henrik L’Abée-Lund                               |

| 2. IBU-Cup in Ridnaun, 6.–11. Dezember 2016 | 2. IBU-Cup in Ridnaun, 6.–11. Dezember 2016 | 2. IBU-Cup in Ridnaun, 6.–11. Dezember 2016 | 2. IBU-Cup in Ridnaun, 6.–11. Dezember 2016 | 2. IBU-Cup in Ridnaun, 6.–11. Dezember 2016 |
| ------------------------------------------- | ------------------------------------------- | ------------------------------------------- | ------------------------------------------- | ------------------------------------------- |
| Datum                                       | Disziplin                                   | Erster Platz                                | Zweiter Platz                               | Dritter Platz                               |
| 10. Dezember 2016 (Sa.)                     | Sprint (10 km)                              | Fredrik Gjesbakk                            | Alexei Wolkow                               | David Komatz                                |
| 11. Dezember 2016 (So.)                     | Verfolgung (12,5 km)                        | Aristide Bègue                              | Alexei Wolkow                               | Fredrik Gjesbakk                            |

| 3. IBU-Cup in Obertilliach, 14.–17. Dezember 2016 | 3. IBU-Cup in Obertilliach, 14.–17. Dezember 2016 | 3. IBU-Cup in Obertilliach, 14.–17. Dezember 2016 | 3. IBU-Cup in Obertilliach, 14.–17. Dezember 2016 | 3. IBU-Cup in Obertilliach, 14.–17. Dezember 2016 |
| ------------------------------------------------- | ------------------------------------------------- | ------------------------------------------------- | ------------------------------------------------- | ------------------------------------------------- |
| Datum                                             | Disziplin                                         | Erster Platz                                      | Zweiter Platz                                     | Dritter Platz                                     |
| 16. Dezember 2016 (Fr.)                           | Einzel (20 km)                                    | Antonin Guigonnat                                 | Juri Schopin                                      | Florian Graf                                      |
| 17. Dezember 2016 (Sa.)                           | Sprint (10 km)                                    | Henrik L’Abée-Lund                                | Vetle Sjåstad Christiansen                        | Philipp Nawrath                                   |

| 4. IBU-Cup in Martell, 3.–8. Januar 2017 | 4. IBU-Cup in Martell, 3.–8. Januar 2017 | 4. IBU-Cup in Martell, 3.–8. Januar 2017 | 4. IBU-Cup in Martell, 3.–8. Januar 2017 | 4. IBU-Cup in Martell, 3.–8. Januar 2017 |
| ---------------------------------------- | ---------------------------------------- | ---------------------------------------- | ---------------------------------------- | ---------------------------------------- |
| Datum                                    | Disziplin                                | Erster Platz                             | Zweiter Platz                            | Dritter Platz                            |
| 5. Januar 2017 (Do.)                     | Sprint (10 km)                           | Andreas Dahlø Wærnes                     | Nikolaus Leitinger                       | Alexander Powarnizyn                     |
| 7. Januar 2017 (Sa.)                     | Sprint (10 km)                           | Alexander Loginow                        | Martin Femsteinevik                      | Michael Willeitner                       |
| 8. Januar 2017 (So.)                     | Verfolgung (12,5 km)                     | Alexander Loginow                        | Émilien Jacquelin                        | Michael Willeitner                       |

| 5. IBU-Cup in Langdorf, 11.–14. Januar 2017 | 5. IBU-Cup in Langdorf, 11.–14. Januar 2017 | 5. IBU-Cup in Langdorf, 11.–14. Januar 2017 | 5. IBU-Cup in Langdorf, 11.–14. Januar 2017 | 5. IBU-Cup in Langdorf, 11.–14. Januar 2017 |
| ------------------------------------------- | ------------------------------------------- | ------------------------------------------- | ------------------------------------------- | ------------------------------------------- |
| Datum                                       | Disziplin                                   | Erster Platz                                | Zweiter Platz                               | Dritter Platz                               |
| 14. Januar 2017 (Sa.)                       | Einzel (20 km)                              | Alexander Loginow                           | Jeremy Finello                              | Michail Kletscherow                         |

| Europameisterschaften in Duszniki-Zdrój, 22.–29. Januar 2017 | Europameisterschaften in Duszniki-Zdrój, 22.–29. Januar 2017 | Europameisterschaften in Duszniki-Zdrój, 22.–29. Januar 2017 | Europameisterschaften in Duszniki-Zdrój, 22.–29. Januar 2017 | Europameisterschaften in Duszniki-Zdrój, 22.–29. Januar 2017 |
| ------------------------------------------------------------ | ------------------------------------------------------------ | ------------------------------------------------------------ | ------------------------------------------------------------ | ------------------------------------------------------------ |
| Datum                                                        | Disziplin                                                    | Erster Platz                                                 | Zweiter Platz                                                | Dritter Platz                                                |
| 25. Januar 2017 (Mi.)                                        | Einzel (20 km)                                               | Alexander Loginow                                            | Krassimir Anew                                               | Alexei Slepow                                                |
| 27. Januar 2017 (Fr.)                                        | Sprint (10 km)                                               | Wladimir Iliew                                               | Alexander Loginow                                            | Krassimir Anew                                               |
| 28. Januar 2017 (Sa.)                                        | Verfolgung (12,5 km)                                         | Alexander Loginow                                            | Jewgeni Garanitschew                                         | Andrejs Rastorgujevs                                         |

| 6. IBU-Cup in Osrblie, 1.–4. Februar 2017 | 6. IBU-Cup in Osrblie, 1.–4. Februar 2017 | 6. IBU-Cup in Osrblie, 1.–4. Februar 2017 | 6. IBU-Cup in Osrblie, 1.–4. Februar 2017 | 6. IBU-Cup in Osrblie, 1.–4. Februar 2017 |
| ----------------------------------------- | ----------------------------------------- | ----------------------------------------- | ----------------------------------------- | ----------------------------------------- |
| Datum                                     | Disziplin                                 | Erster Platz                              | Zweiter Platz                             | Dritter Platz                             |
| 3. Februar 2017 (Do.)                     | Sprint (10 km)                            | Alexei Wolkow                             | Fredrik Gjesbakk                          | Dmitri Malyschko                          |
| 4. Februar 2017 (Sa.)                     | Verfolgung (12,5 km)                      | Kristoffer Skjelvik                       | Tarjei Bø                                 | Timur Machambetow                         |

| 7. IBU-Cup in Kontiolahti, 28. Februar–5. März 2017 | 7. IBU-Cup in Kontiolahti, 28. Februar–5. März 2017 | 7. IBU-Cup in Kontiolahti, 28. Februar–5. März 2017 | 7. IBU-Cup in Kontiolahti, 28. Februar–5. März 2017 | 7. IBU-Cup in Kontiolahti, 28. Februar–5. März 2017 |
| --------------------------------------------------- | --------------------------------------------------- | --------------------------------------------------- | --------------------------------------------------- | --------------------------------------------------- |
| Datum                                               | Disziplin                                           | Erster Platz                                        | Zweiter Platz                                       | Dritter Platz                                       |
| 2. März 2017 (Do.)                                  | Einzel (20 km)                                      | Ondřej Moravec                                      | Alexei Wolkow                                       | Daniel Mesotitsch                                   |
| 4. März 2017 (Sa.)                                  | Sprint (10 km)                                      | Alexander Powarnizyn                                | Alexander Loginow                                   | Ruslan Tkalenko                                     |
| 5. März 2017 (So.)                                  | Verfolgung (12,5 km)                                | Alexander Loginow                                   | Ondřej Moravec                                      | Håvard Bogetveit                                    |

| 8. IBU-Cup in Otepää, 7.–12. März 2017 | 8. IBU-Cup in Otepää, 7.–12. März 2017 | 8. IBU-Cup in Otepää, 7.–12. März 2017 | 8. IBU-Cup in Otepää, 7.–12. März 2017 | 8. IBU-Cup in Otepää, 7.–12. März 2017 |
| -------------------------------------- | -------------------------------------- | -------------------------------------- | -------------------------------------- | -------------------------------------- |
| Datum                                  | Disziplin                              | Erster Platz                           | Zweiter Platz                          | Dritter Platz                          |
| 9. März 2017 (Do.)                     | Sprint (10 km)                         | Alexander Loginow                      | Alexei Wolkow                          | Henrik L’Abée-Lund                     |
| 11. März 2017 (Sa.)                    | Sprint (10 km)                         | Alexander Loginow                      | Henrik L’Abée-Lund                     | Martin Jäger                           |

### Wertungen
| Rang | Land                       | Punkte | Siege |
| ---- | -------------------------- | ------ | ----- |
| 01   | Alexei Wolkow              | 713    | 1     |
| 02   | Alexander Loginow          | 705    | 8     |
| 03   | Antonin Guigonnat          | 475    | 1     |
| 04   | Kristoffer Skjelvik        | 461    | 1     |
| 05   | Émilien Jacquelin          | 448    |       |
| 06   | Fredrik Gjesbakk           | 393    | 1     |
| 07   | Aristide Bègue             | 368    | 1     |
| 08   | Martin Femsteinevik        | 353    |       |
| 09   | Vetle Sjåstad Christiansen | 337    | 1     |
| 10   | Juri Schopin               | 335    |       |

| Rang | Land                 | Punkte | Siege |
| ---- | -------------------- | ------ | ----- |
| 11   | Tobias Arwidson      | 319    |       |
| 12   | Timur Machambetow    | 301    |       |
| 13   | Vegard Gjermundshaug | 298    |       |
| 14   | David Komatz         | 295    |       |
| 15   | Michael Willeitner   | 281    |       |
| 16   | Tomáš Krupčík        | 276    |       |
| 17   | Dmitri Malyschko     | 275    |       |
| 18   | Alexander Powarnizyn | 265    | 1     |
| 19   | Philipp Nawrath      | 264    |       |
| 20   | Alexei Slepow        | 263    |       |

| Rang | Land                | Punkte | Siege |
| ---- | ------------------- | ------ | ----- |
| 01   | Alexander Loginow   | 194    | 2     |
| 02   | Alexei Wolkow       | 151    |       |
| 03   | Antonin Guigonnat   | 138    | 1     |
| 04   | Juri Schopin        | 127    |       |
| 05   | Kristoffer Skjelvik | 104    |       |
| 06   | Émilien Jacquelin   | 98     |       |
| 07   | Alexei Slepow       | 95     |       |
| 08   | Tobias Arwidson     | 92     |       |
| 09   | Aristide Bègue      | 83     |       |
| 10   | Florian Graf        | 68     |       |

| Rang | Land                       | Punkte | Siege |
| ---- | -------------------------- | ------ | ----- |
| 01   | Alexei Wolkow              | 370    | 1     |
| 02   | Alexander Loginow          | 331    | 3     |
| 03   | Fredrik Gjesbakk           | 240    | 1     |
| 04   | Antonin Guigonnat          | 240    |       |
| 05   | Kristoffer Skjelvik        | 220    |       |
| 06   | Émilien Jacquelin          | 211    |       |
| 07   | Henrik L’Abée-Lund         | 210    | 1     |
| 08   | Vegard Gjermundshaug       | 202    |       |
| 09   | Vetle Sjåstad Christiansen | 201    | 1     |
| 10   | Timur Machambetow          | 197    |       |

| Rang | Land                | Punkte | Siege |
| ---- | ------------------- | ------ | ----- |
| 01   | Alexei Wolkow       | 212    |       |
| 02   | Alexander Loginow   | 180    | 3     |
| 03   | Émilien Jacquelin   | 139    |       |
| 04   | Kristoffer Skjelvik | 137    | 1     |
| 05   | Fredrik Gjesbakk    | 124    |       |
| 06   | Michael Willeitner  | 120    |       |
| 07   | Timur Machambetow   | 104    |       |
| 08   | Aristide Bègue      | 101    | 1     |
| 09   | Martin Femsteinevik | 99     |       |
| 10   | Tomáš Krupčík       | 99     |       |

| Rang | Land        | Punkte | Siege |
| ---- | ----------- | ------ | ----- |
| 01   | Russland    | 7383   | 12    |
| 02   | Norwegen    | 7129   | 6     |
| 03   | Deutschland | 6497   | 1     |
| 04   | Frankreich  | 6226   | 1     |
| 05   | Österreich  | 6108   |       |
| 06   | Tschechien  | 5881   | 1     |
| 07   | Ukraine     | 5842   | 1     |
| 08   | Schweden    | 5813   |       |
| 09   | Belarus     | 5311   |       |
| 10   | Schweiz     | 5131   |       |

## Mixed
| 2. IBU-Cup in Ridnaun, 6.–11. Dezember 2016 | 2. IBU-Cup in Ridnaun, 6.–11. Dezember 2016 | 2. IBU-Cup in Ridnaun, 6.–11. Dezember 2016                               | 2. IBU-Cup in Ridnaun, 6.–11. Dezember 2016                                  | 2. IBU-Cup in Ridnaun, 6.–11. Dezember 2016                              |
| ------------------------------------------- | ------------------------------------------- | ------------------------------------------------------------------------- | ---------------------------------------------------------------------------- | ------------------------------------------------------------------------ |
| Datum                                       | Disziplin                                   | Erster Platz                                                              | Zweiter Platz                                                                | Dritter Platz                                                            |
| 8. Dezember 2016 (Do.)                      | Single-Mixed-Staffel (4 × 3 km + 1,5 km)    | UkraineAnastassija Merkuschyna Artem Tyschtschenko                        | RusslandOlga Schesterikowa Alexei Wolkow                                     | TschechienLea Johanidesová Tomáš Vojík                                   |
| 8. Dezember 2016 (Do.)                      | Mixed-Staffel (2 × 6 km + 2 × 7,5 km)       | RusslandWiktorija Sliwko Uljana Kaischewa Semjon Sutschilow Alexei Slepow | FrankreichChloé Chevalier Enora Latuillière Aristide Bègue Antonin Guigonnat | DeutschlandNadine Horchler Denise Herrmann Lukas Rombach Matthias Bischl |

| 5. IBU-Cup in Langdorf, 11.–14. Januar 2017 | 5. IBU-Cup in Langdorf, 11.–14. Januar 2017 | 5. IBU-Cup in Langdorf, 11.–14. Januar 2017 | 5. IBU-Cup in Langdorf, 11.–14. Januar 2017 | 5. IBU-Cup in Langdorf, 11.–14. Januar 2017 |
| ------------------------------------------- | ------------------------------------------- | ------------------------------------------- | ------------------------------------------- | ------------------------------------------- |
| Datum                                       | Disziplin                                   | Erster Platz                                | Zweiter Platz                               | Dritter Platz                               |
| 14. Januar 2017 (Sa.)                       | Single-Mixed-Staffel (4 × 3 km + 1,5 km)    | Wettbewerbe wegen Sturmes abgesagt          | Wettbewerbe wegen Sturmes abgesagt          | Wettbewerbe wegen Sturmes abgesagt          |
| 14. Januar 2017 (Sa.)                       | Mixed-Staffel (2 × 6 km + 2 × 7,5 km)       | Wettbewerbe wegen Sturmes abgesagt          | Wettbewerbe wegen Sturmes abgesagt          | Wettbewerbe wegen Sturmes abgesagt          |

| Europameisterschaften in Duszniki-Zdrój, 22.–29. Januar 2017 | Europameisterschaften in Duszniki-Zdrój, 22.–29. Januar 2017 | Europameisterschaften in Duszniki-Zdrój, 22.–29. Januar 2017            | Europameisterschaften in Duszniki-Zdrój, 22.–29. Januar 2017                    | Europameisterschaften in Duszniki-Zdrój, 22.–29. Januar 2017                     |
| ------------------------------------------------------------ | ------------------------------------------------------------ | ----------------------------------------------------------------------- | ------------------------------------------------------------------------------- | -------------------------------------------------------------------------------- |
| Datum                                                        | Disziplin                                                    | Erster Platz                                                            | Zweiter Platz                                                                   | Dritter Platz                                                                    |
| 29. Januar 2017 (So.)                                        | Single-Mixed-Staffel (4 × 3 km + 1,5 km)                     | RusslandDarja Wirolainen Jewgeni Garanitschew                           | NorwegenIngrid Landmark Tandrevold Vetle Sjåstad Christiansen                   | PolenKrystyna Guzik Grzegorz Guzik                                               |
| 29. Januar 2017 (So.)                                        | Mixed-Staffel (2 × 6 km + 2 × 7,5 km)                        | RusslandIrina Starych Swetlana Slepzowa Alexei Wolkow Alexander Loginow | NorwegenKaroline Erdal Marion Rønning Huber Erlend Bjøntegaard Fredrik Gjesbakk | UkraineAnastassija Merkuschyna Julija Dschyma Olexander Schyrnyj Ruslan Tkalenko |

| 8. IBU-Cup in Otepää, 7.–12. März 2017 | 8. IBU-Cup in Otepää, 7.–12. März 2017   | 8. IBU-Cup in Otepää, 7.–12. März 2017                                             | 8. IBU-Cup in Otepää, 7.–12. März 2017                                           | 8. IBU-Cup in Otepää, 7.–12. März 2017                                |
| -------------------------------------- | ---------------------------------------- | ---------------------------------------------------------------------------------- | -------------------------------------------------------------------------------- | --------------------------------------------------------------------- |
| Datum                                  | Disziplin                                | Erster Platz                                                                       | Zweiter Platz                                                                    | Dritter Platz                                                         |
| 8. März 2017 (Mi.)                     | Single-Mixed-Staffel (4 × 3 km + 1,5 km) | NorwegenThekla Brun-Lie Martin Femsteinevik                                        | SchwedenIngela Andersson Tobias Arwidson                                         | DeutschlandAnna Weidel Dominic Reiter                                 |
| 8. März 2017 (Mi.)                     | Mixed-Staffel (2 × 6 km + 2 × 7,5 km)    | DeutschlandKarolin Horchler Marion Deigentesch Matthias Dorfer David Zobel         | NorwegenKaroline Erdal Sigrid Bilstad Neraasen Sindre Pettersen Fredrik Gjesbakk | UkraineWita Semerenko Jana Bondar Andrij Dozenko Ruslan Tkalenko      |
| 12. März 2017 (So.)                    | Single-Mixed-Staffel (4 × 3 km + 1,5 km) | RusslandAnna Nikulina Juri Schopin                                                 | NorwegenThekla Brun-Lie Kristoffer Skjelvik                                      | SchwedenIngela Andersson Tobias Arwidson                              |
| 12. März 2017 (So.)                    | Mixed-Staffel (2 × 6 km + 2 × 7,5 km)    | NorwegenSigrid Bilstad Neraasen Rikke Andersen Sindre Pettersen Henrik L’Abée-Lund | FrankreichJulia Simon Enora Latuillière Aristide Bègue Antonin Guigonnat         | UkraineJulija Schurawok Wita Semerenko Ruslan Tkalenko Andrij Dozenko |

| Endstand nach 8 Rennen (Top 10) |             |        |       |
| \| Rang \| Nation \| Punkte \| Siege \| \| ---- \| ----------- \| ------ \| ----- \| \| 01 \| Russland \| 423 \| 4 \| \| 02 \| Norwegen \| 413 \| 2 \| \| 03 \| Deutschland \| 349 \| 1 \| \| 04 \| Ukraine \| 326 \| 1 \| \| 05 \| Frankreich \| 322 \| \| \| 06 \| Schweden \| 311 \| \| \| 07 \| Österreich \| 298 \| \| \| 08 \| Tschechien \| 290 \| \| \| 09 \| Belarus \| 240 \| \| \| 10 \| Bulgarien \| 229 \| \| |             |        |       |
| Rang | Nation      | Punkte | Siege |
| 01 | Russland    | 423    | 4     |
| 02 | Norwegen    | 413    | 2     |
| 03 | Deutschland | 349    | 1     |
| 04 | Ukraine     | 326    | 1     |
| 05 | Frankreich  | 322    |       |
| 06 | Schweden    | 311    |       |
| 07 | Österreich  | 298    |       |
| 08 | Tschechien  | 290    |       |
| 09 | Belarus     | 240    |       |
| 10 | Bulgarien   | 229    |       |